# Philipp Netzer
Philipp Netzer (* 2. Oktober 1985 in Bregenz) ist ein ehemaliger österreichischer Fußballspieler und nunmehriger -trainer.

## Karriere
Netzer begann seine Karriere beim BNZ Vorarlberg. 2003 kam er in die erste Mannschaft des damaligen Zweitligisten FC Lustenau 07, 2004 zog er weiter zum Ligakonkurrenten SCR Altach. 2005 kam Netzer zu den Amateuren des FK Austria Wien. 2007 gab der Mittelfeldspieler sein Debüt in der Bundesliga. Weitere Einsätze bei den Profis und Amateuren folgten, auch im UEFA-Cup wurde er zweimal eingesetzt. Im Sommer 2009 lief sein Vertrag bei der Wiener Austria aus.
Zur Saison 2009/10 kehrte Netzer zum SCR Altach zurück, der aus der Bundesliga abgestiegen war. Mit der Mannschaft stieg er 2014 wieder in die Bundesliga auf und erreichte in der Bundesligasaison 2014/15 die Qualifikation zur UEFA Europa League 2015/16, schied dort aber nach den Play-offs aus. Auch die Qualifikation zur UEFA Europa League 2017/18 endete in den Play-offs.
Netzer war Mannschaftskapitän. Nach 13 Jahren in Altach beendete er nach der Saison 2021/22 seine Karriere als Aktiver und wurde Mitarbeiter in der Geschäftsstelle und zudem Co-Trainer von seinem Ex-Mitspieler Louis Ngwat-Mahop bei den Altach Juniors.